# Abies kawakamii
Abies kawakamii là một loài thực vật hạt trần trong họ Thông. Loài này được (Hayata) Ito miêu tả khoa học đầu tiên năm 1909.